# Gnome MPlayer
Gnome MPlayer ist ein freier Mediaplayer für Linux, der auf dem MPlayer basiert. Gnome MPlayer nutzt die Programmbibliothek GTK und enthält ein Webbrowser-Plug-in im Netscape-Format.

## Funktionen

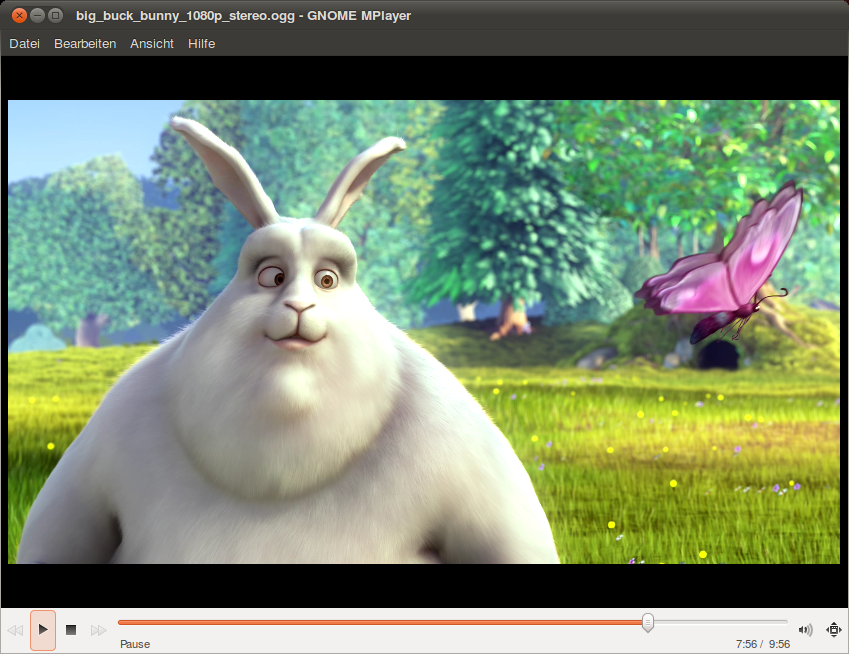
Gnome Mplayer unter Ubuntu 10.10

- Wiedergabe aller von MPlayer bzw. FFmpeg unterstützen Dateiformate
- Wiedergabeliste
- Automatisches Laden von Untertiteln
- libnotify-Unterstützung
- Fernbedienbar über die Kommandozeile
- Unterstützung von TV-Karten (digital und analog)
- Browser-Plugins zur Emulation von QuickTime, RealPlayer, Windows Media Player und DivX-Players